# Леонхард фон Щолберг-Вернигероде
Фердинанд Антон Леонхард фон Щолберг-Вернигероде (на немски: Ferdinand Anton Leonhard zu Stolberg-Wernigerode; * 6 март 1853 в Райнерц/Душники-Здруй, Клодзки окръг, Полша; † 1 май 1914 във Вюрбен/ Wierzbna, Швиднишки окръг (Долносилезко войводство), Полша) e граф от Щолберг-Вернигероде.
Той е син на граф Гюнтер фон Щолберг-Вернигероде (1816 – 1888) и съпругата му Клара Мария фон Лебин (1820 – 1857), дъщеря на Фридрих Кристоф Антон фон Лебин и Ида Филипина фон Грубен.
Леонхард фон Щолберг-Вернигероде умира на 61 години на 1 май 1914 г. във Вюрбен в Швиднишки окръг (Долносилезко войводство).

## Фамилия
Леонхард фон Щолберг-Вернигероде се жени на 14 декември 1892 г. в Шлемин за графиня Берта Текла фон Золмс-Рьоделхайм-Асенхайм (* 17 юни 1869, Рьоделхайм; † 30 декември 1939, Лайпциг), дъщеря на граф Ото фон Золмс-Рьоделхайм-Асенхайм (1829 – 1904) и Емма Каролина Хенриета фон Тун цу Алтенхаген (1834 – 1900), вдовица на граф Йоханес фон Щолберг-Вернигероде (1811 – 1862), дъщеря на генерал-лейтенант и дипломат Вилхелм Улрих фон Тун (1784 – 1862) и Матилда фон Зенден (1802 – 1854). Те имат шест деца:

- Емма Мария Елиза (* 2 ноември 1893, Шлайен; † 14 март 1973, Мюнхен), омъжена I. на 24 март 1917 г. в Шлемин за Др. Хелмут-Паул фон Кулмиц (1887 – 1932), II. на 26 септември 1934 г. в Берлин за граф Болко фон Щолберг-Вернигероде (1885 – 1956), брат на граф Райнхард фон Щолберг-Вернигероде (1889 – 1973); имат един син
- Мариагнес (* 12 декември 1894, Мерзебург; † 9 февруари 1972, Езпелкамп), омъжена на 17 август 1918 г. в Шлемин за граф Райнхард фон Щолберг-Вернигероде (1889 – 1973), брат на граф Болко фон Щолберг-Вернигероде (1885 – 1956); имат шест деца
- Кристина (* 7 март 1896, Мерзебург; † 26 януари 1983, Хале, Вестфалия), омъжена на 15 април 1920 г. в Шлемин за Герхард фон Кулмиц (1889 – 1936)
- Емма Ванда (* 29 май 1897, Мерзебург; † 25 март 1974, Гьотинген), омъжена на 9 септември 1925 г. в Шлемин за фрайхер Ото Хайнрих фон Фризен (1889 – 1982)
- Гюнтер (* 27 септември 1900, Глац; † 24 декември 1939, Мюнхен-Гладбах), женен на 31 май 1923 г. в Шлемин за Ерна фон Платен (1897 – 1991); имат един син и две дъщери
- Берта (* 14 юли 1905, Вюрбен; † 1 февруари 1988, Хоенщайн при Кобург), омъжена на 16 септември 1930 г. в Берлин за 	Др. Теодор Гуткнехт-Щьор (* 1901, Десау)